# AXN (대한민국의 텔레비전 채널)
AXN은 필콘미디어가 운영하는 대표 해외드라마 전문 채널이다.

## 개요
- 2000년 10월 1일, 코미디TV 개국
- 2021년 7월 5일, IHQ로 채널명 변경
- 2024년 1월 15일, 코미디TV 채널명 재변경

## 연혁
- 2025년 2월 1일: 새벽 0시부터 AXN 개국